# 史密斯威森西格瑪半自動手槍
史密斯威森西格瑪（英語：Smith & Wesson Sigma；後期改稱為“SD”）是一系列由美国槍械公司史密斯&威森所研製和生產，並且在槍械結構上使用合成材料的首度嘗試、以高強度聚合物材料製造底把的半自動手槍，可以發射多種不同的手槍子彈。該槍時在其設計和操作兩者上都類似於格洛克安全機動手槍，導致該槍在專利合法性方面出現了一些爭論和猜測。

## 概述
1994年，由史密斯&威森研製的西格瑪也採用了自我待擊或是擊針射擊，而雖然是接近的，但本身卻與純雙動操作扳機（DAO）的擊發機構是不一樣的，從而使得手槍可以毫不拖延或無須準備以下進行射擊。其基本型號是發射.40 S&W子彈，但其後也提供其9×19毫米魯格口徑版本，其後還生產了.380 ACP口徑袖珍型。這款槍型當中也少量生產了其發射.357 SIG子彈的型號。

## 設計細節
由於西格瑪系列手槍與其競爭對手格洛克手槍是如此的相似，導致格洛克起訴史密斯&威森侵犯專利。1997年，該案件最終達成了庭外和解，史密斯&威森同意，可隨時修改西格瑪手槍的設計，並向格洛克公司支付一筆未公開的數額。

## 歷史和設計的改進
1994年，史密斯&威森推出了西格瑪的原型，分別是發射.40 S&W與9×19毫米魯格口徑的SW40F和SW9F。兩者都是由F來表示全尺寸型號。兩者都具有黑色的聚合物底把和深烤藍的套筒。兩者都使用雙排彈匣供彈，分別具有15和17發的容量。該槍的設計是與格洛克17手槍進行競爭。它自詡採用了與柯爾特M1911A1相同的握把夾角，而且其當時售價略高於格洛克17。
不久後，史密斯&威森推出兩款非常小型的隱蔽攜帶式衍生型，分別是發射.380 ACP的SW380M和發射9×19毫米魯格的SW9M。兩者都具有黑色的聚合物底把和深烤藍的套筒。兩者都具有基本的瞄準具。兩者都使用了單排彈匣供彈，並具有一個大拇指切口以便更容易拆卸彈匣。SW9M的彈匣容量有7發；而明顯地更為小型的SW380M的彈匣容量僅有6發。
由於1994年美國通過了一條名為聯邦突擊武器禁制法案（簡稱：AWB）的禁止攻擊武器條款，西格瑪的下一個世代為僅限於10發的型號。史密斯威森將其價格明顯著地下降，並且將聚合物底把的顏色更改為淺灰色以與套筒相匹配。這些手槍的型號名稱是SW40V和SW9V，而V是代表著「價值」（Value）。後來，V型號當中還推出了黑色聚合物底把和不鏽鋼套筒。
在此同時，史密斯威森推出了SW40C和SW9C。這個西格瑪版本保留了黑色聚合物底把和原來的SW40F和SW9F的黑色套筒。這些型號具有純雙動操作扳機（DAO）。這是一個能夠大力向警察部門，尤其是那些從左輪手槍過渡到半自動手槍的警察部門進行營銷的特徵，因為純雙動操作扳機在每次射擊時扳機扣力相同。此外其扳機壓力既又長又重，類似於雙動左輪手槍，這是被認為減少走火（無意中使槍擊發）的機會。這種型號幾乎完全是向警察部門銷售。儘管大部分在此期間產生的槍型僅限於10發，該型號被發現可以使用標準容量的彈匣。這是因為警察部門不會受到10發限制。由於該條款已於2004年9月過期，因此各部門可以合法地在二級市場上出售這兩種槍和標準容量的彈匣。
1999年，史密斯威森推出了VE系列。這些型號被標榜為「強化」功能，並具有經改進的握把、改進型扳機和經擴大的拋殼口。這種型號已經回歸到黑色著色的聚合物底把搭配不鏽鋼或黑色銻鎳化合物塗層（Melonite）氮化工藝處理的套筒。
在這個時候，史密斯威森將所有的西格瑪的4.5英吋（114.3毫米）槍管長度縮短至4英吋（101.6毫米）。從這個時代的西格瑪被認為是“第二代”西格瑪。推出了VE系列後不久，史密斯威森還進一步的通過增加一條附件導軌以改進它，但並沒有改變型號編號以反映此更新。
1999年以後的某個時候，史密斯威森推出了SW40P和SW9P。這些型號與SW40VE和SW9VE都是相同的，但在槍管和套筒上新增了馬格那孔，當中的目的是在射擊時向上排出高壓氣體以抑制相關聯的槍口上揚和後座力。
2004年，史密斯威森推出了SW40GVE和SW9GVE。這些型號具有綠色的聚合物底把。
2011年，史密斯威森修改了西格瑪的設計，放棄了西格瑪的名字，並且推出了SD系列手槍。這把槍的價格和銷售市場就設置在傳統型西格瑪VE系列和史密斯威森M&P的設計之間。

## 使用國
- 阿富汗：由美國政府於2005年提供約22,500把西格瑪9毫米手槍[來源請求]。
  - 阿富汗國家警察（英语：Afghan National Police）
  - 阿富汗邊境警察（英语：Afghan Border Police）
- 阿富汗伊斯蘭酋長國：繼承自前伊斯蘭共和國政權[來源請求]。
  - 阿富汗內務部
- - 西澳大利亞州警察（英语：Western Australian Police）：採用西格瑪.40[來源請求]。
- 巴基斯坦
  - 巴基斯坦遊騎警（英语：Pakistan Rangers）
- 美国
  - 部份地方警察局[來源請求]。

## 流行文化

### 电影
- 1998年—：型號為全黑色底把型SW380，被聯邦密探亞哲·杰弗里斯（Art Jeffries，布鲁斯·威利斯飾演）用作佩槍（英语：Side arm）。
- 2002年—：型號為全不銹鋼底把型SW40F，被Mini Me（凡爾納·特羅耶飾演）所使用。
- 2003年—《狙击电话亭》：型號為全黑色底把型SW380，被呼叫者（基夫·修打蘭飾演）放置於电话亭屋頂上，然後由斯圖·謝潑德（Stu Shepard，科林·法雷尔飾演）取得後使用。
- 2006年—：型號為全黑色底把型SW9F，被Le Chiffre的手下用作佩槍（英语：Side arm）所使用。

### 电視剧
- 2012年—《西镇警魂》：型號為黑色底把及不鏽鋼套筒型SW9F，被副手科·康納利（Branch Connally，貝利·大通飾演）用作佩槍（英语：Side arm）。

## 圖集

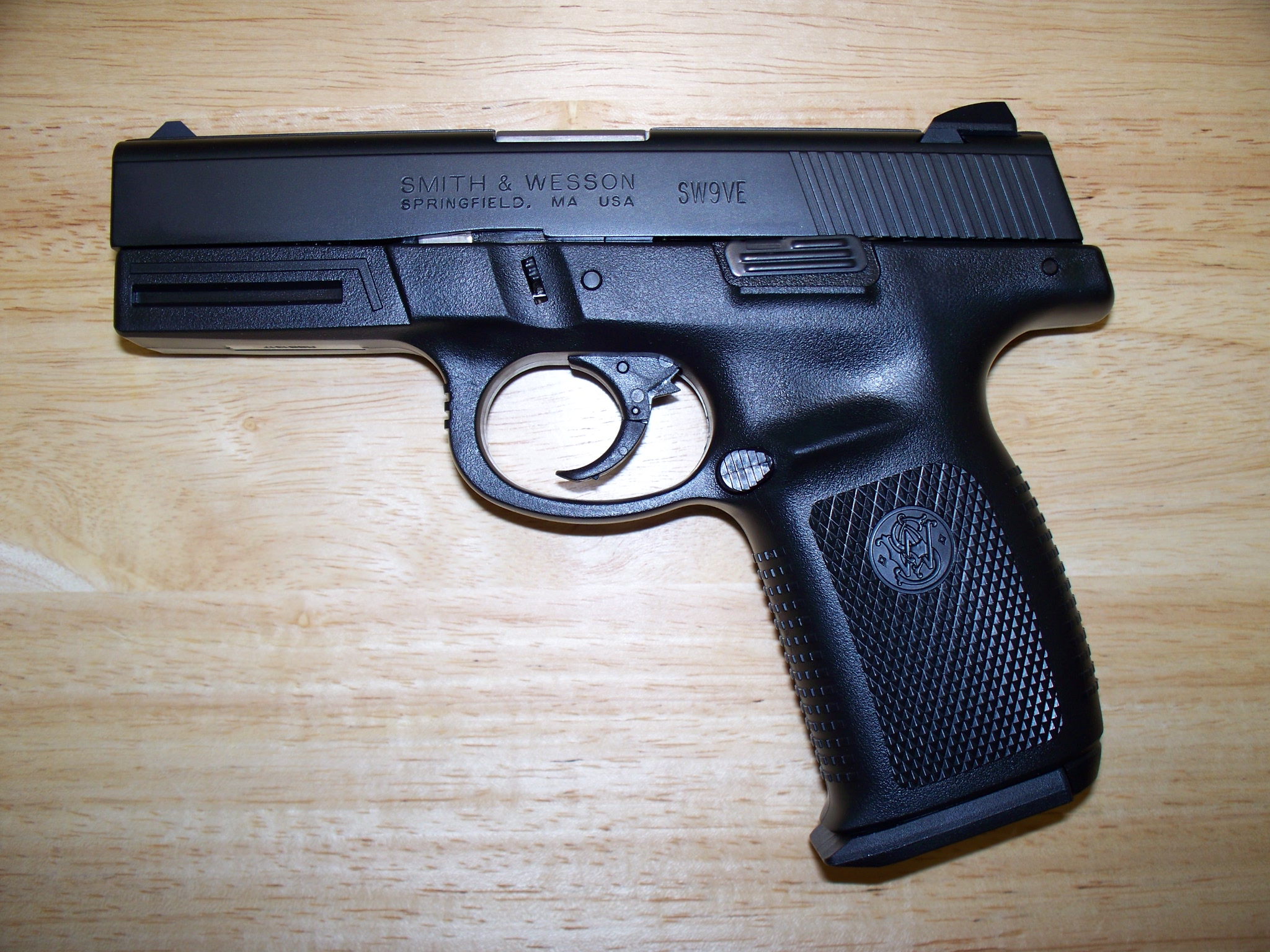
史密斯威森西格瑪SW9VE
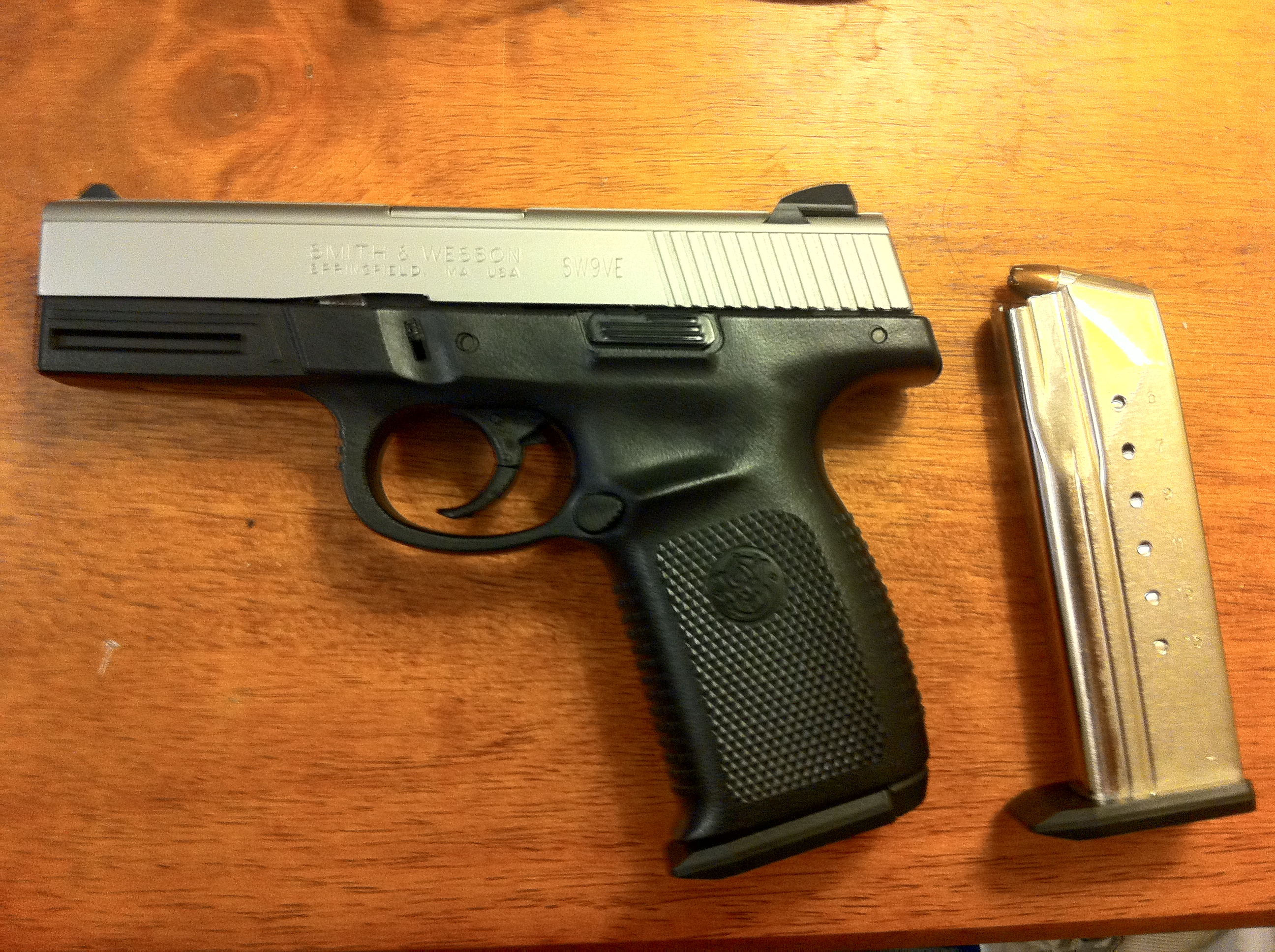
史密斯威森西格瑪SW9VE與其彈匣
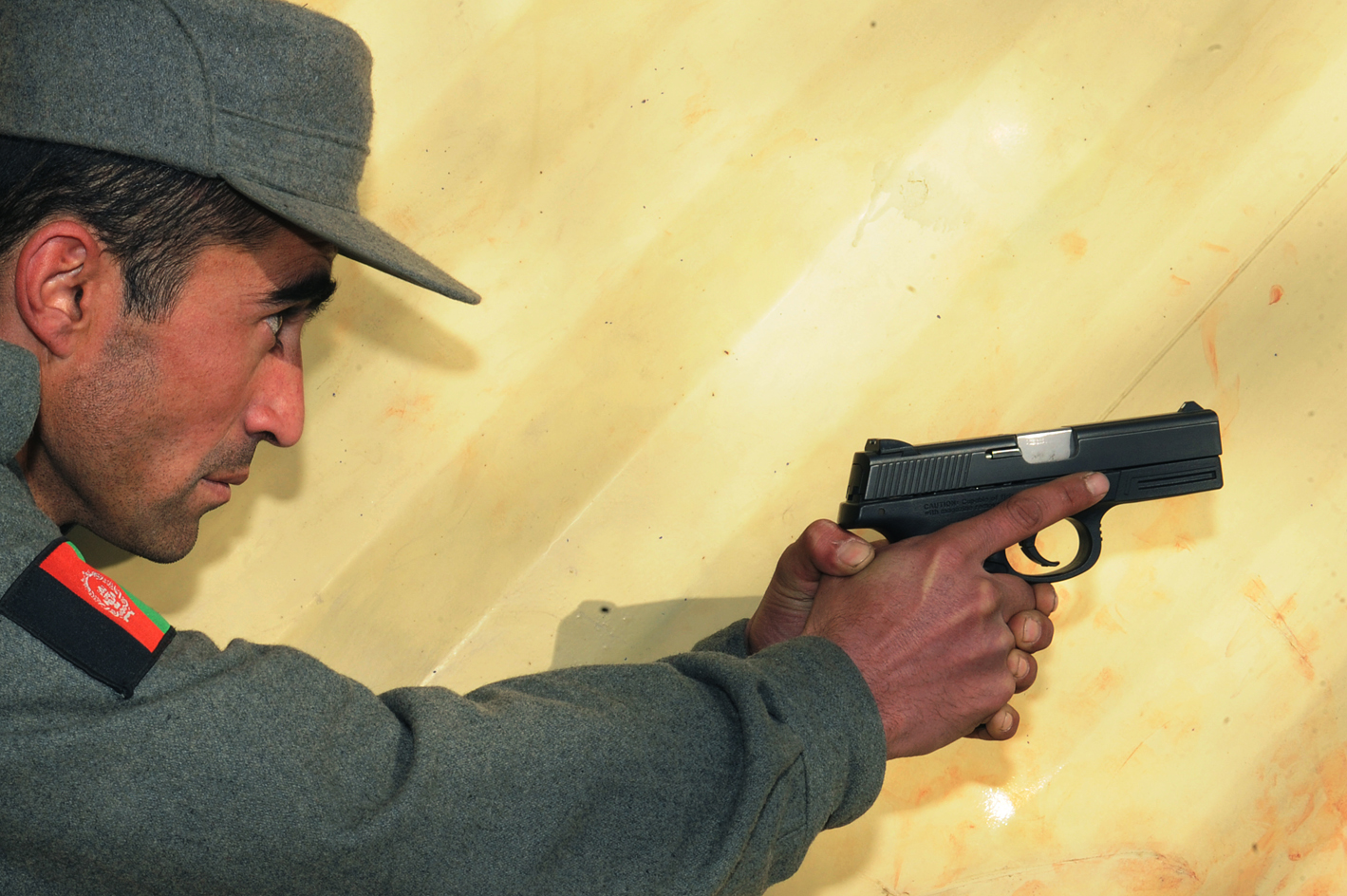
使用史密斯威森西格瑪SW9VE的阿富汗國家警察（英语：Afghan National Police）培訓學員
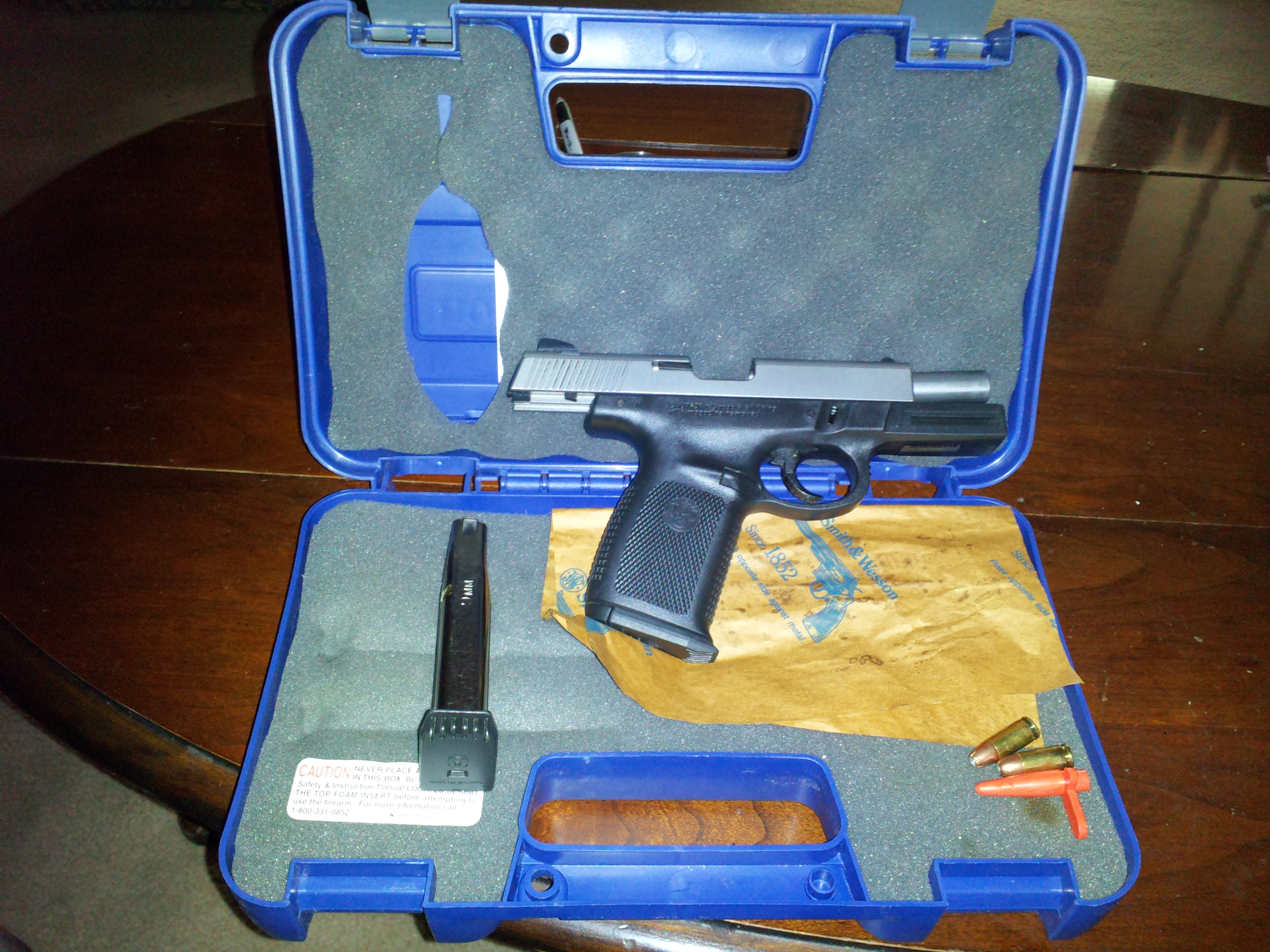
史密斯威森西格瑪SW9VE以及其彈匣和槍盒

## 資料來源
1. ↑  .   [2014-03-22]. （原始内容存档于2007-03-10）.
2. ↑  . ATF. 2006-07-06  [2007-01-23]. （原始内容存档于2006-05-03）.

## 外部連結
- （英文）—Official page
- （英文）—Modern Firearms—Smith&Wesson Sigma Series （页面存档备份，存于）
- （英文）—Military, Security and Civilian Guns—Smith & Wesson Sigma （页面存档备份，存于）
- （英文）—The Truth About Guns.com—Everyday Carry Pocket Dump of the Day – Eddie （页面存档备份，存于）
- （简体中文）—D Boy Gun World（槍炮世界）—Sigma手枪 （页面存档备份，存于）